# دهنو با مزار (كوه بنج)
دهنو با مزار (بالفارسية: دهنو پا مزار) هي قرية تقع في إيران في البلدة المركزية.